# Team TotalEnergies
El TotalEnergies (codi UCI: TEN) és un equip francès de ciclisme professional en ruta. Creat el 2000 amb el nom de Bonjour, passà a anomenar-se Brioches La Boulangère entre 2003 i 2004, Bouygues Telecom del 2005 al 2008 i BBox Bouygues Telecom el 2009 i 2010. De 2011 a 2015 tingué el nom de Team Europcar i entre el 2016 i l'abril de 2019 el de Direct Énergie.
Entre el 2005 i el 2009 tingué categoria UCI ProTour, per a partir del 2010 passar a ser un equip continental professional, i novament equip ProTour a partir del 2014. Al final del 2014 l'UCI el va excloure de la categoria World Tour en no aportar "les garanties econòmiques necessàries".
L'equip fou creat i encara és dirigit per Jean-René Bernaudeau, fundador de l'equip Vendée U, d'on procedeixen molts dels ciclistes de l'equip.

## Principals victòries

### Clàssiques
- Gran Premi de Plouay: 2004 (Didier Rous), 2007 (Thomas Voeckler), 2008 (Pierrick Fédrigo)
- Clàssica de Sant Sebastià: 2006 (Xavier Florencio)
- Gran Premi Ciclista de Quebec: 2010 (Thomas Voeckler)

### Curses per etapes
- Gran Premi del Midi Libre: 2000 (Didier Rous)
- Quatre dies de Dunkerque: 2001 (Didier Rous), 2002 et 2004 (Sylvain Chavanel), 2005 (Pierrick Fédrigo), 2011 (Thomas Voeckler), 2016 (Bryan Coquard)
- Tour del Llemosí: 2001 (Franck Bouyer), 2007 (Pierrick Fédrigo)
- Circuit de La Sarthe: 2002 (Didier Rous), 2008 (Thomas Voeckler), 2017 (Lilian Calmejane)
- Volta a Luxemburg: 2003 (Thomas Voeckler)
- Volta a Bèlgica: 2004 (Sylvain Chavanel)
- Ruta del Sud: 2006 (Thomas Voeckler)
- Critèrium Internacional: 2010 (Pierrick Fédrigo)
- Tropicale Amissa Bongo: 2016 (Adrien Petit), 2017 (Yohann Gène)
- Tour La Provence: 2016 (Thomas Voeckler)
- Boucles de la Mayenne: 2016 (Bryan Coquard)
- Étoile de Bessèges: 2017 (Lilian Calmejane)
- Setmana Internacional de Coppi i Bartali: 2017 (Lilian Calmejane)
- Volta a Castella i Lleó: 2017 (Jonathan Hivert)

### Grans voltes
- Tour de França
  - 22 participacions (2000, 2001, 2002, 2003, 2004, 2005, 2006, 2007, 2008, 2009, 2010, 2011, 2012, 2013, 2014, 2015, 2016, 2017, 2018, 2019, 2020, 2021)
  - 10 victòries d'etapa: 
    - 1 el 2006: Pierrick Fédrigo
    - 2 el 2009: Thomas Voeckler i Pierrick Fédrigo
    - 2 el 2010: Thomas Voeckler i Pierrick Fédrigo
    - 1 el 2011: Pierre Rolland
    - 3 el 2012: Thomas Voeckler (2) i Pierre Rolland
    - 1 el 2017: Lilian Calmejane

  - Classificacions secundàries:
    -  Classificació de la muntanya: Anthony Charteau (2010) i Thomas Voeckler (2012)
    -  Millor jove: Pierre Rolland el 2011
- Giro d'Itàlia
  - 7 participacions (2001, 2005, 2006, 2007, 2009, 2010, 2014)
  - 1 victòria d'etapa :
    - 1 el 2010: Johann Tschopp
- Volta a Espanya
  - 10 participacions (2005, 2006, 2007, 2008, 2009, 2010, 2014, 2015, 2016, 2020)
  - 1 victòria d'etapa :
    - 1 el 2016: Lilian Calmejane

### Campionats nacionals
- Campionat de França en ruta (5): 2001 i 2003 (Didier Rous), 2004 i 2010 (Thomas Voeckler), 2005 (Pierrick Fédrigo)
- Campionat de França en contrarellotge (2): 2010 (Nicolas Vogondy), 2011 (Christophe Kern)
- Campionat d'Eritrea de contrarellotge (1): 2014 (Natnael Berhane)
- Campionat d'Estònia en ruta (1): 2007 (Erki Pütsep)
- Campionat d'Estònia en contrarellotge (1): 2019 (Rein Taaramäe)
- Campionat del Japó en ruta (1): 2014 (Yukiya Arashiro)
- Campionat del Namíbia en ruta (1): 2015 (Dan Craven)
- Campionat dels Països Baixos en contrarellotge (2): 2006 i 2007 (Stef Clement)

## Composició de l'equip 2022
| Ciclista             | Data de naixement | País          | Equip any anterior             |
| -------------------- | ----------------- | ------------- | ------------------------------ |
| Edvald Boasson Hagen | 17/05/1987        | Noruega       | Team TotalEnergies             |
| Maciej Bodnar        | 07/03/1985        | Polònia       | Bora-Hansgrohe                 |
| Niccolò Bonifazio    | 29/10/1993        | Itàlia        | Team TotalEnergies             |
| Mathieu Burgaudeau   | 17/11/1998        | França        | Team TotalEnergies             |
| Jérémy Cabot         | 24/07/1991        | França        | Team TotalEnergies             |
| Víctor de la Parte   | 22/06/1986        | Espanya       | Team TotalEnergies             |
| Fabien Doubey        | 21/10/1993        | França        | Team TotalEnergies             |
| Sandy Dujardin       | 29/05/1997        | França        | Néo-professionnel (Vendée U)   |
| Valentin Ferron      | 08/02/1998        | França        | Team TotalEnergies             |
| Alexandre Geniez     | 16/04/1988        | França        | Team TotalEnergies             |
| Fabien Grellier      | 31/10/1994        | França        | Team TotalEnergies             |
| Alan Jousseaume      | 03/08/1998        | França        | Team TotalEnergies (stagiaire) |
| Pierre Latour        | 12/10/1993        | França        | Team TotalEnergies             |
| Christopher Lawless  | 04/11/1995        | Regne Unit    | Team TotalEnergies             |
| Lorrenzo Manzin      | 26/07/1994        | França        | Team TotalEnergies             |
| Daniel Oss           | 13/01/1987        | Itàlia        | Bora-Hansgrohe                 |
| Paul Ourselin        | 13/04/1994        | França        | Team TotalEnergies             |
| Cristian Rodríguez   | 03/03/1995        | Espanya       | Team TotalEnergies             |
| Juraj Sagan          | 23/12/1988        | Eslovàquia    | Bora-Hansgrohe                 |
| Peter Sagan          | 26/01/1990        | Eslovàquia    | Bora-Hansgrohe                 |
| Julien Simon         | 04/10/1985        | França        | Team TotalEnergies             |
| Geoffrey Soupe       | 22/03/1988        | França        | Team TotalEnergies             |
| Niki Terpstra        | 18/05/1984        | Països Baixos | Team TotalEnergies             |
| Anthony Turgis       | 16/05/1994        | França        | Team TotalEnergies             |
| Dries Van Gestel     | 30/09/1994        | Bèlgica       | Team TotalEnergies             |
| Alexis Vuillermoz    | 01/06/1988        | França        | Team TotalEnergies             |

## Classificacions UCI

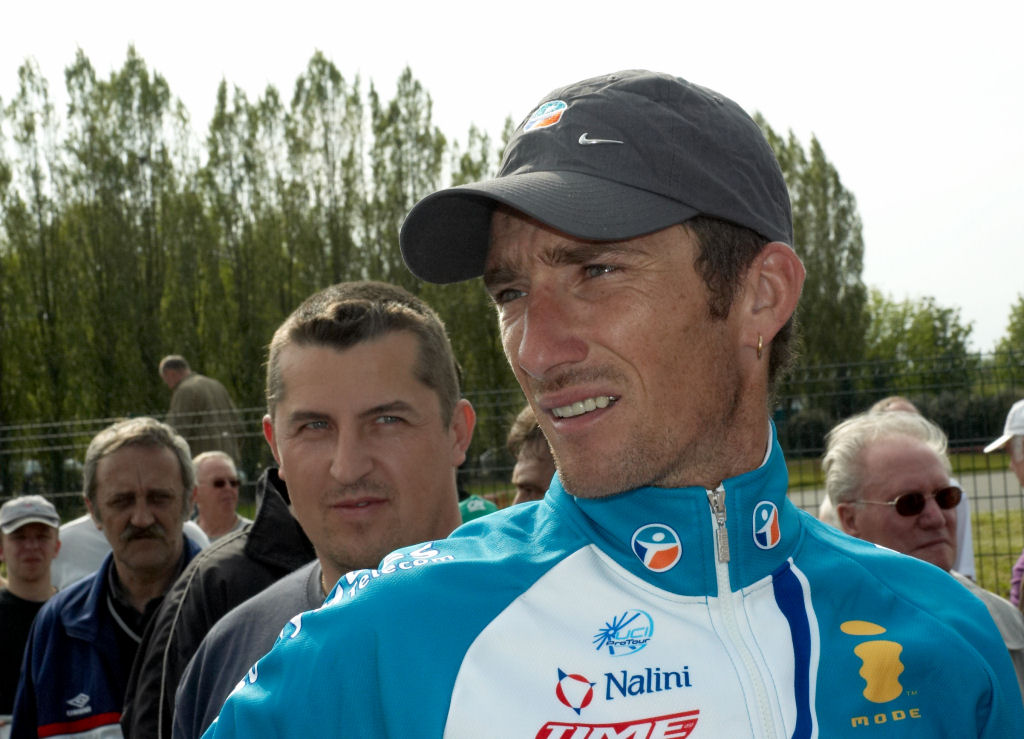
Didier Rous, vencedor del Gran Premi de Plouay el 2004 i del Gran Premi del Midi Libre el 2000

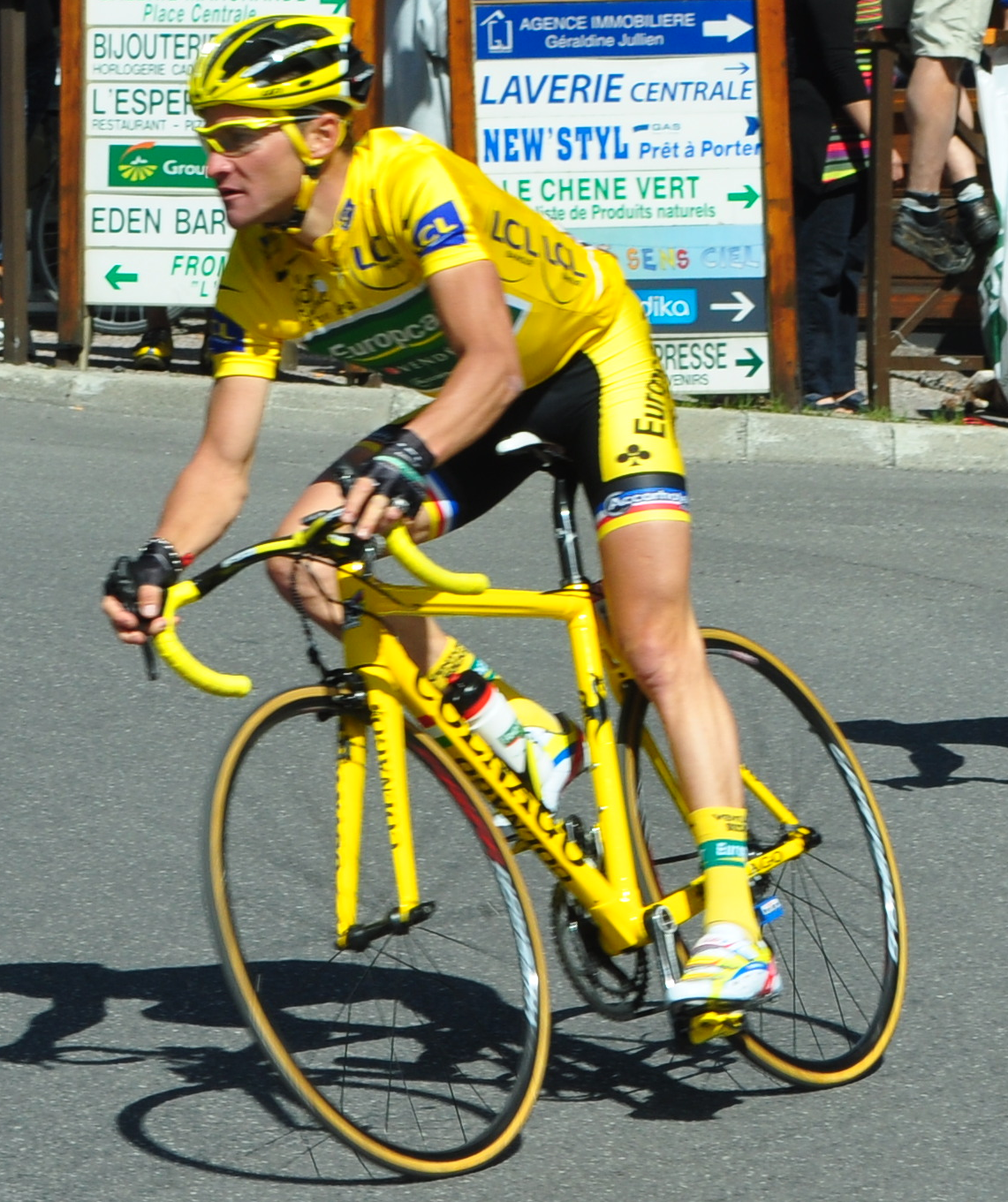
Voeckler a Briançon, 2011

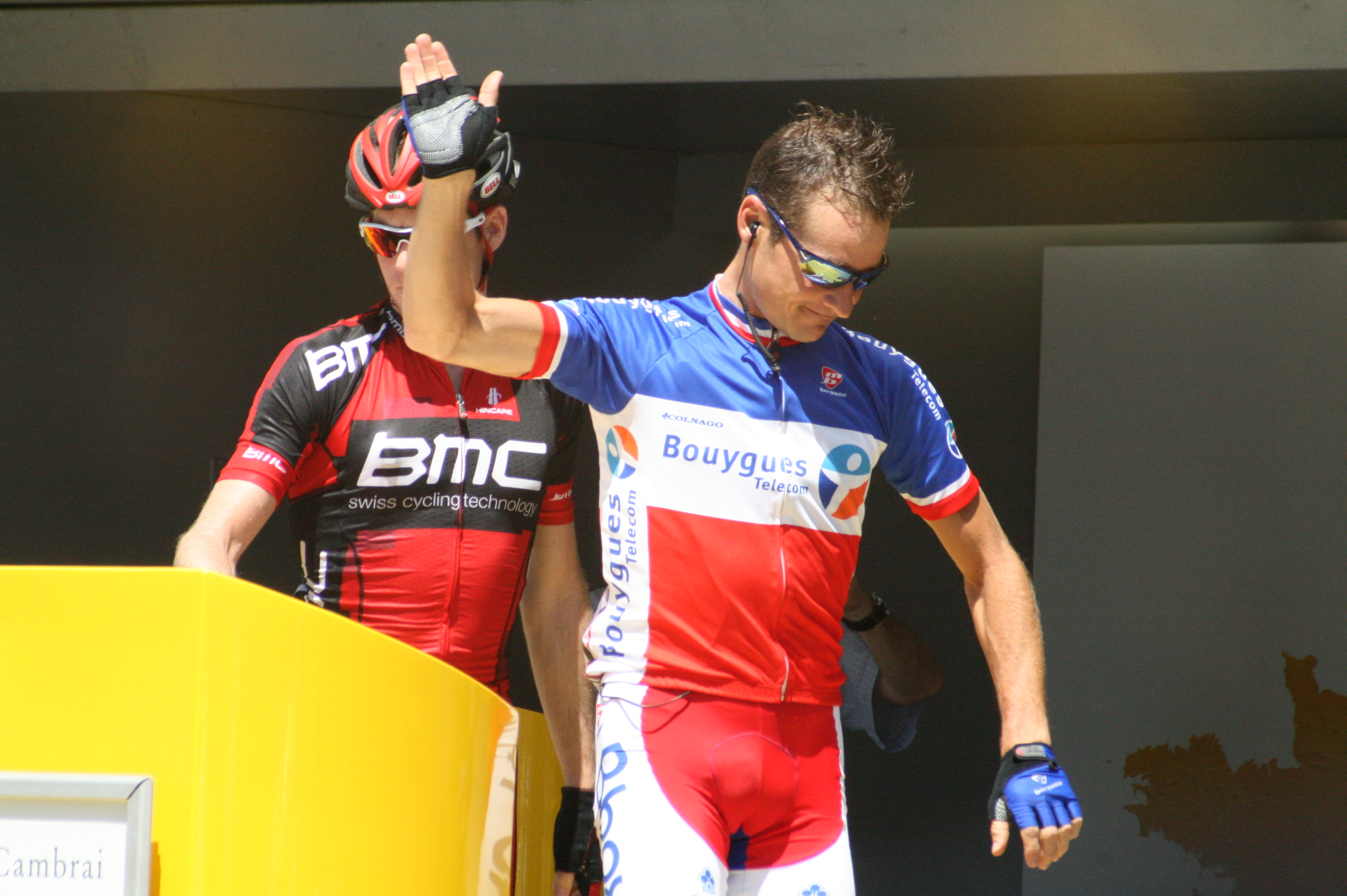
Thomas Voeckler, campió de França el 2010

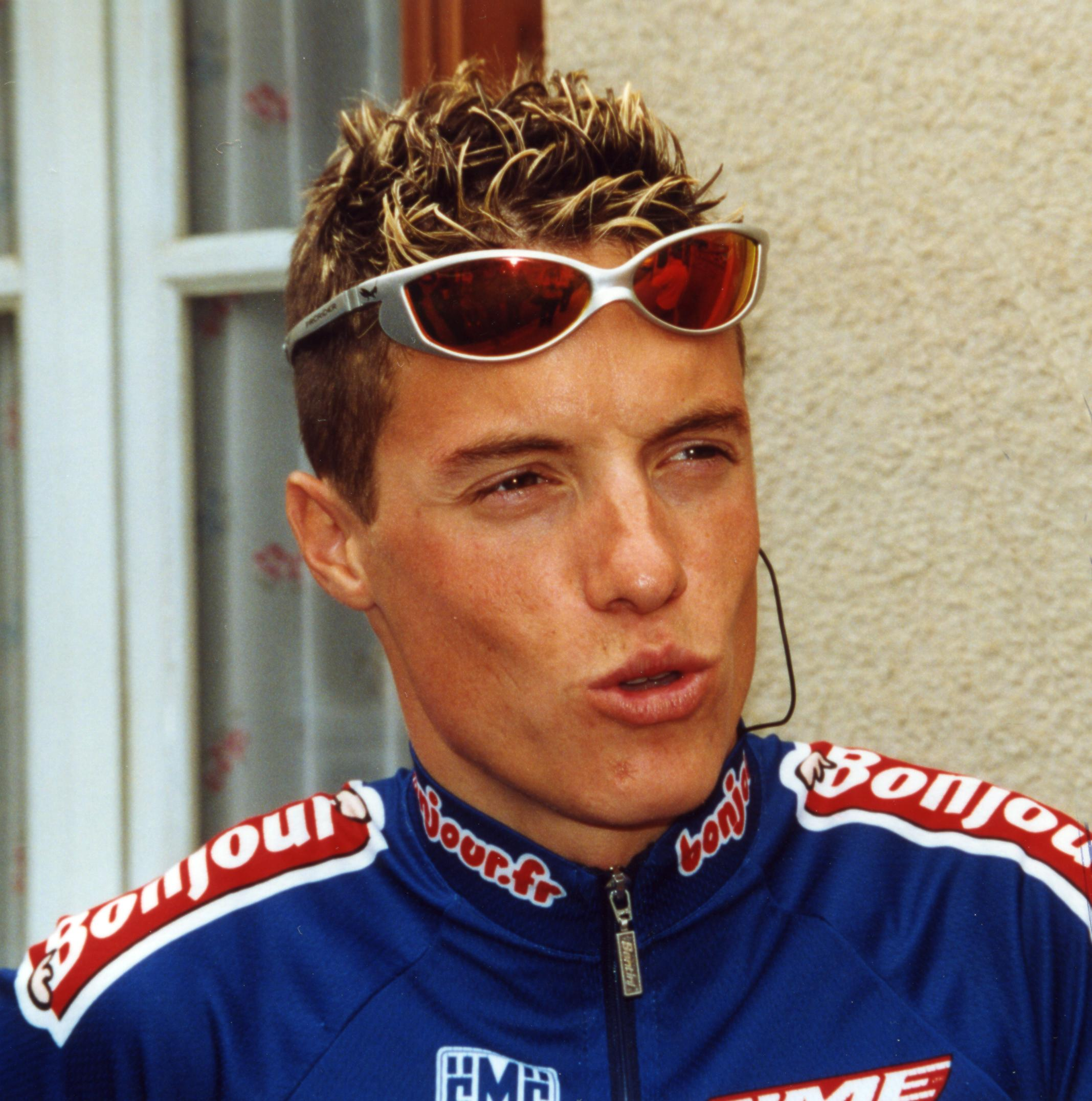
Sylvain Chavanel el 2001, portant llavors el mallot de l'equip Bonjour.

El 2000 i 2001 el Bonjour es troba enquadrat dins la categoria de Grups Esportius II (GSII), la segona categoria dels equips professionals. Del 2002 al 2004 passa a la categoria Grups Esportius I (GSI). Les classificacions són les que té l'equip en finalitzar la temporada.
| Temporada | Classificació per equips | Millor ciclista en la classificació individual |
| --------- | ------------------------ | ---------------------------------------------- |
| 2000      | 5è (GSII)                | Didier Rous (106è)                             |
| 2001      | 4t (GSII)                | Didier Rous (27è)                              |
| 2002      | 27è                      | Sylvain Chavanel (83è)                         |
| 2003      | 19è                      | Sylvain Chavanel (36è)                         |
| 2004      | 16è                      | Jérôme Pineau (35è)                            |

A partir del 2005 el Bouygues Telecom s'integra a l'ProTour. La taula presenta les classificacions de l'equip i el millor ciclista en la classificació individual.
| Temporada | Classificació per equips | Millor ciclista en la classificació individual |
| --------- | ------------------------ | ---------------------------------------------- |
| 2005      | 17è                      | Anthony Geslin (62è)                           |
| 2006      | 19è                      | Xavier Florencio (58è)                         |
| 2007      | 16è                      | Thomas Voeckler (52è)                          |
| 2008      | 15è                      | Pierrick Fédrigo (15è)                         |

El 2009 la classificació del ProTour fou substituïda per la Classificació mundial UCI.
| Temporada | Classificació per equips | Millor ciclista en la classificació individual |
| --------- | ------------------------ | ---------------------------------------------- |
| 2009      | 19è                      | Pierrick Fédrigo (51è)                         |
| 2010      | 19è                      | Thomas Voeckler (41è)                          |

Des del 2010 l'equip no forma part dels equips ProTour, participant principalment en les proves dels circuits continentals. Les següents taules presenten les classificacions de l'equip als circuits, així com el seu millor ciclista en la classificació individual.
UCI Àfrica Tour
| Temporada | Classificació per equips | Millor ciclista en la classificació individual |
| --------- | ------------------------ | ---------------------------------------------- |
| 2010      | 2n                       | Anthony Charteau (6è)                          |
| 2011      | 2n                       | Anthony Charteau (8è)                          |
| 2012      | 3r                       | Anthony Charteau (11è)                         |
| 2013      | 3r                       | Yohann Gène (4t)                               |
| 2015      | 4t                       | Dan Craven (35è)                               |
| 2016      | 5è                       | Adrien Petit (12è)                             |
| 2017      | 5è                       | Yohann Gène (12è)                              |
| 2018      | 8è                       | Damien Gaudin (34è)                            |

UCI Amèrica Tour
| Temporada | Classificació per equips | Millor ciclista en la classificació individual |
| --------- | ------------------------ | ---------------------------------------------- |
| 2011      | 41è                      | David Veilleux (382è)                          |
| 2015      | 45è                      | Yukiya Arashiro (273è)                         |
| 2016      | 34è                      | Antoine Duchesne (170è)                        |
| 2017      | 48è                      | Ryan Anderson (354è)                           |

UCI Àsia Tour
| Temporada | Classificació per equips | Millor ciclista en la classificació individual |
| --------- | ------------------------ | ---------------------------------------------- |
| 2010      | 56è                      | Johann Tschopp (227è)                          |
| 2011      | 14è                      | Yukiya Arashiro (7è)                           |
| 2012      | 41è                      | Matteo Pelucchi (139è)                         |
| 2013      | 23è                      | Yukiya Arashiro (29è)                          |
| 2015      | 42è                      | Yukiya Arashiro (67è)                          |
| 2018      | 101è                     | Rein Taaramäe (498è)                           |

UCI Europa Tour
| Temporada | Classificació per equips | Millor ciclista en la classificació individual |
| --------- | ------------------------ | ---------------------------------------------- |
| 2010      | 12è                      | Pierrick Fédrigo (12è)                         |
| 2011      | 8è                       | Thomas Voeckler (5è)                           |
| 2012      | 8è                       | Thomas Voeckler (17è)                          |
| 2013      | 1r                       | Bryan Coquard (2n)                             |
| 2015      | 12è                      | Bryan Coquard (8è)                             |
| 2016      | 2n                       | Bryan Coquard (4t)                             |
| 2017      | 6è                       | Lilian Calmejane (12è)                         |
| 2018      | 4t                       | Lilian Calmejane (17è)                         |
| 2019      | 1r                       | Anthony Turgis (52è)                           |
| 2020      | 5è                       | Anthony Turgis (70è)                           |
| 2021      | 3r                       | Anthony Turgis (72è)                           |

UCI Oceania Tour
| Temporada | Classificació per equips | Millor ciclista en la classificació individual |
| --------- | ------------------------ | ---------------------------------------------- |
| 2010      | 5è                       | Yukiya Arashiro (6è)                           |

El 2014 passa a l'UCI World Tour.
| Temporada | Classificació per equips | Millor ciclista en la classificació individual |
| --------- | ------------------------ | ---------------------------------------------- |
| 2014      | 18è                      | Pierre Rolland (36è)                           |

El 2016 la Classificació mundial UCI passa a tenir en compte totes les proves UCI. Durant tres temporades existeix paral·lelament amb la classificació UCI World Tour i els circuits continentals. A partir del 2019 substitueix definitivament la classificació UCI World Tour.
| Temporada | Classificació per equips | Millor ciclista en la classificació individual |
| --------- | ------------------------ | ---------------------------------------------- |
| 2016      | -                        | Bryan Coquard (18è)                            |
| 2017      | -                        | Lilian Calmejane (67è)                         |
| 2018      | -                        | Lilian Calmejane (99è)                         |
| 2019      | 16è                      | Anthony Turgis (64è)                           |
| 2020      | 24è                      | Anthony Turgis (85è)                           |
| 2021      | 22è                      | Anthony Turgis (86è)                           |